# Ogden (Utah)
Pour les articles homonymes, voir Ogden.
La ville d’Ogden est le siège du comté de Weber, dans l’Utah, au pied de la chaîne Wasatch, aux États-Unis. Sa population s’élevait à 82 825 habitants lors du recensement de 2010, estimée à 87 031 habitants en 2017, ce qui en fait la septième ville de l’État.

## Histoire
Ogden, d’abord nommée Fort Buenaventura, fut le premier lieu habité par des Européens dans l’Utah. La ville a été établie en 1846 par le trappeur Miles Goodyear, à environ 2 km à l’ouest de l’endroit où se situe aujourd’hui le centre-ville d’Ogden. En novembre 1847, l’Église de Jésus-Christ des saints des derniers jours achète le lieu pour 1 950 $. La localité est peuplée sous les instructions de Brigham Young. Fort Buonaventura est rebaptisée Brownsville avant de s’appeler Ogden en 1851, en hommage au trappeur Peter Skene Ogden.

## Personnalités liées à la ville
Ogden est le lieu de naissance des personnalités suivantes :
- Le musicien de jazz (1905-1965) Red Nichols
- L’historien (1915-1981) Fawn McKay Brodie
- L'homme politique (1925-2020) Brent Scowcroft
- Le réalisateur (1929-1988) Hal Ashby
- L’acteur (1955-) Gedde Watanabe
- L'acteur (1950-2020) R.D. Call
- Le concepteur d'armes (1855-1926) John Moses Browning

Ogden est également la ville où Herman Bang (29 janvier 1912) et Alexander Toponce (13 mai 1923) sont décédés.

## À noter
Durant les Jeux olympiques d'hiver de 2002, la ville a accueilli les épreuves de curling.

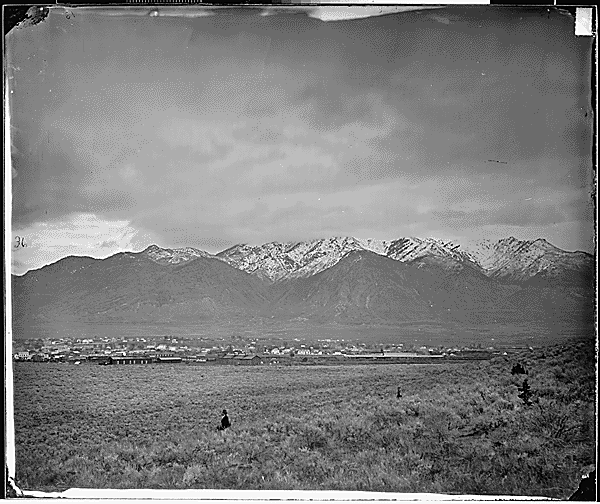
Ogden en 1874.

## Source
- (en) Cet article est partiellement ou en totalité issu de l’article de Wikipédia en anglais intitulé « Ogden, Utah » (voir la liste des auteurs).